# 東海デジタルネットワークセンター
株式会社東海デジタルネットワークセンター（とうかいデジタルネットワークセンター、Tokai Digital Network Center、略称：TDNC）はかつて愛知県、岐阜県、三重県北部と静岡県西部にあるケーブルテレビ各局とネットワークを結び、テレビ（地上波・衛星波）の配信、ケーブルインターネット事業を行っていた会社。

## 概要
ひまわりネットワークが中心となり2000年2月1日設立。
2006年6月1日より当センター加盟局（当時未加盟局だったスターキャット・ケーブルネットワークも含む）で東海ケーブルチャンネルの運用を開始。その後2012年9月30日をもって同チャンネルとしての編成は終了したが、その名残として、現在もTDNCとスターキャットが共同制作する番組が存在している。
2008年7月1日にTDNCを母体とする持株会社・コミュニティネットワークセンター（CNCI）を設立し、愛知県豊田市のひまわりネットワーク、刈谷市のキャッチネットワーク、東海市の知多メディアスネットワーク、名古屋市の中部ケーブルネットワークの加盟局4局を完全子会社化した。以降スターキャットなど他のケーブルテレビ局も傘下に収めて現在に至る。

## 加盟局一覧
☆はコミュニティネットワークセンターのグループ局（2024年9月時点）

### 静岡県
- 浜松ケーブルテレビ

### 愛知県
- ひまわりネットワーク☆
- 豊橋ケーブルネットワーク
- 三河湾ネットワーク☆
- ミクスネットワーク☆
- キャッチネットワーク☆
- グリーンシティケーブルテレビ☆
- CAC
- 知多メディアスネットワーク☆
- 知多半島ケーブルネットワーク☆
- 中部ケーブルネットワーク☆
- 西尾張シーエーティーヴィ
- アイ・シー・シー
- 稲沢シーエーティーヴィ

### 岐阜県
- おりべネットワーク☆
- ケーブルテレビ可児☆
- 大垣ケーブルテレビ
- シーシーエヌ☆
- 飛騨高山ケーブルネットワーク

### 三重県
- シー・ティー・ワイ

## その他
東海ケーブルチャンネルとの連携
愛知県で行われるスポーツ大会の中継を東海ケーブルチャンネルで放送されている。
- 日本女子ソフトボールリーグ（トヨタ自動車、豊田自動織機、デンソーのいずれもトヨタグループ系列の3チームが出場する愛知県内での試合。幹事局・ひまわりネットワーク（豊田市運動公園野球場開催分）、キャッチネットワーク（刈谷球場開催分）など開催地地元のケーブル局。後日GAORAで全国録画中継）
- 愛知大学野球連盟春季・秋季リーグのうち名古屋市瑞穂公園野球場で行われる試合（幹事局・スターキャット・ケーブルネットワーク=当センターには不参加だが、東海ケーブルチャンネルには参加している）
- 中日ドラゴンズ2軍のナゴヤ球場・ナゴヤドームで行われるウエスタン・リーグ公式戦（同上。2007年～）。2012年から対阪神タイガース戦はスカイ・A sports+、2014年からは阪神戦を含む一部をJ SPORTSとも共同制作、同時放送。制作協力:東海テレビプロダクション。
- 中日ドラゴンズ・オープン戦中継（2009年にナゴヤドームで行われた3試合を、地上波・CS放送の編成上の都合のため放送できなかったため、ウエスタンリーグ中継同様の中継形式&数社のスポンサー付きで放送された）